# 예미초등학교
예미초등학교는 대한민국 강원특별자치도 정선군 신동읍 예미리에 있는 초등학교다.

## 학교 연혁
- 1934년 10월 20일 예미공립보통학교 개교
- 1938년 4월 1일 예미공립심상소학교로 개칭
- 1941년 4월 1일 예미공립국민학교로 개칭
- 1981년 3월 1일 병설유치원 개원
- 1983년 3월 1일 가사분교장 통합
- 1994년 3월 1일 고성분교장, 연포분교장 편입
- 1995년 3월 1일 운치분교장 편입
- 1996년 3월 1일 예미초등학교 개칭
- 1999년 9월 1일 연포분교장 통폐합
- 2013년 2월 28일 고성분교장 통폐합
- 2018년 2월 7일 제82회 졸업식 (총 졸업생 4,890)
- 2018년 3월 1일 제35대 교장 이재숙 부임
- 2018년 3월 1일 본교 7학급(특수 1학급 포함), 분교 2학급 편성

## 참고 자료
- 예미초등학교 - 한국교육학술정보원 학교알리미